# Saïd el Khadraoui
Saïd el Khadraoui (n. 9 aprilie 1975, Leuven, Province of Brabant⁠(d), Belgia) este un om politic belgian, membru al Parlamentului European în perioada 1999-2004 și în perioada 2004-2009 din partea Belgiei.